# 鄭雲甲
鄭 雲甲（チョン・ウンガプ、朝鮮語: 정운갑、1913年5月31日 - 1985年12月28日）は、大韓民国の政治家、官僚、弁護士。第4代（当時は民議院議員）、第7・8・9・10代大韓民国国会議員。第13代農林部（現・農林畜産食品部）長官。
本貫は迎日鄭氏（延日鄭氏）。長男の鄭智沢は元韓国野球委員会総裁、次男の鄭宇沢は政治家。

## 経歴
日本統治時代の忠清北道鎮川郡に生まれた。1938年に京城帝国大学を卒業後、忠清南道の郡属となり、1943年に高等文官試験に合格した。光復後は京畿道地方課長と人事処長を経て、1951年に総務処経済局長、1954年に総務処長、1955年4月に内務部次官、同年11月に第13代農林部長官などを務めた。1958年5月2日に行われた第4代総選挙に鎮川地区から自由党公認で立候補して当選し、国会議員となった。その後は新民党の国会議員を4期務めた。1979年の新民党波動では裁判所により総裁職務代行に任命された。1985年12月18日、72歳で死去した。